# (13780) 1998 UZ8
(13780) 1998 UZ8 là một thiên thể Troia của Sao Mộc, nằm ở điểm Lagrang L4. Nó được phát hiện từ Chương trình tiểu hành tinh Bắc Kinh Schmidt CCD ở trạm Xinglong ở tỉnh Hồ Bắc, Trung Quốc ngày 17 tháng 10 năm 1998.